# Охридска книжовна школа
Охридската книжовна школа или Охридско-Деволската книжовна школа е сред двата главни културни центъра на Първата българска държава, наред с Преславската книжовна школа.
Тя е създадена в Охрид през 886 – 916 г. от Климент Охридски, малко след създаването на Преславската книжовна школа. От 893 до 910 година в Охридската книжовна школа работи дошлият от Преслав Наум Преславски. Разположена е в областта Кутмичевица и с останали важни културни центрове градовете Девол, Дебърца, Главиница и Велика.
От възникването си до XII век Охридската книжовна школа използва глаголица, а кирилицата започва да се използва през 890-те г., веднага след създаването ѝ от книжовниците на Преславската школа. Между 990 и 1015 година Охрид е столица на Първото българско царство и същевременно престолнина на Българската патриаршия.